# Adriano Gabiru
Pour les articles homonymes, voir Adriano.
Carlos Adriano de Souza Vieira, dit Adriano Gabiru, est un joueur de football né le 11 août 1977 à Maceió (Brésil). Il fait 1,72 m pour 62 kg et joue milieu offensif.
Abel Braga lui offre sa première titularisation en D1 brésilienne en 1998. En 1999, il devient champion de l'Etat de Paraná.
Recruté pour 4,3 millions d'euros (25 millions de francs) en 2000 par l'Olympique de Marseille, il est titulaire lors de ses premiers matches avec le club olympien. C'est son ex-entraîneur Abel Braga qui le fait venir sur la Canebière. Il inscrit par ailleurs un but dès la reprise du Championnat face à Troyes (victoire 3-1).
En 2006, il inscrit le seul but de la finale de la Coupe du monde des clubs à la 82e minute contre le FC Barcelone. Il était entré à la 76e minute en remplacement de Fernandao.

## Carrière
- 1995-1997: CS Alagoano  ( Brésil)
- 1998-2000: Atlético Paranaense ( Brésil)
- juil. 2000-déc. 2000 : Olympique de Marseille ( France)
- oct. 2001-juil. 2004 : Atlético Paranaense ( Brésil)
- 2004-2005 : →Cruzeiro EC ( Brésil)
- 2005-jan. 2006: Atlético Paranaense ( Brésil)
- 2006: SC Internacional ( Brésil)
- 2007 : Figueirense FC ( Brésil)
- 2007 : SC Recife ( Brésil)
- 2008 : Goiás EC ( Brésil)
- 2008-2009 : Inter Bakou ( Azerbaïdjan)
- 2009 : Guarani FC ( Brésil)[1]

## Palmarès
- 1998 : Championnat de l'État de l'Alagoas (Centro Sportivo Alagoano)
- 1998, 2000, 2001 : Championnat de l'État du Paraná (Clube Atlético Paranaense)
- 1998 : Coupe de l'État du Paraná (Clube Atlético Paranaense)
- 2000 : Tournoi Pré-Olympique (Seleçao)
- 2001 : Championnat du Brésil (Clube Atlético Paranaense)
- 2002 : Super championnat de l'État du Paraná (Clube Atlético Paranaense)
- 2003 : Participe à la Coupe des confédérations 2003 avec la seleção
- 2006 : Copa Libertadores (SC Internacional)
- 2006 : Vainqueur de la Coupe du monde des clubs (SC Internacional)
- 2009 : Vice-champion d'Azerbaïdjan (Inter Bakou)
- 2009 :  Vice-champion de Série B brésilienne (Guarani FC)

## EnSeleçao
- 1999 à 2003 : 11 sélections et 3 buts.